# Ugolino Martelli (botanico)

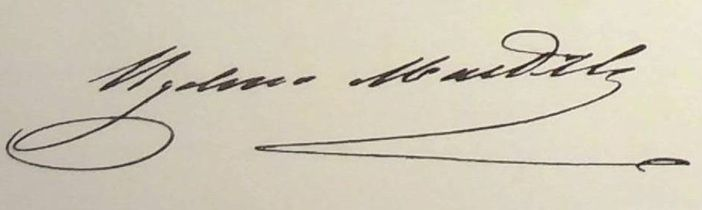
Autografo di Ugolino Martelli

Ugolino Martelli (Firenze, 11 settembre 1860 – Montelupo Fiorentino, 25 novembre 1934) è stato un botanico italiano, noto soprattutto per i suoi approfonditi studi sulla famiglia delle Pandanaceae.

## Biografia
Ultimo di cinque figli di una famiglia appartenente all’aristocrazia agraria toscana, il conte
Ugolino Martelli nacque a Firenze l’11 settembre 1860. Giovane promettente studente di
botanica, conobbe alla fine del 1878 Odoardo Beccari, allora direttore dell’Istituto Botanico
Fiorentino, divenendone in breve tempo l’unico allievo. Dal 1880 assiduo frequentatore dello
studio ricavato dal Beccari in alcuni locali del Museo di Storia Naturale di Firenze, Martelli diede
inizio alla sua carriera di ricercatore pubblicando alcune note di botanica applicata negli anni 1880-
83.
Negli anni immediatamente successivi crebbe grandemente nella considerazione del suo maestro
Beccari, tanto che questi gli affidò l’analisi di una parte importante delle proprie collezioni ovvero
un interessante gruppo di Asteraceae raccolte in Malaysia e in Nuova Guinea (1883),
alcune piante provenienti dalla regione dei Bilen in Eritrea (1886) e alcune altre della
regione di Massaua (1888).
Negli studi di questi anni, grazie all’influenza di un grande maestro come Giovanni Arcangeli, si
rende manifesto un sensibile allargamento dell'orizzonte degli studi scientifici di Martelli che lo
porterà ad occuparsi di morfologia e biologia dei funghi, di biologia delle piante superiori, di
sistematica delle spermatofite (1887-91).
A partire dal 1902, abbandonando quasi del tutto gli altri ordini di ricerche, si dedicherà per oltre un
trentennio allo studio sistematico e fitogeografico della famiglia delle
Pandanaceae, venendone poi riconosciuto dalla comunità scientifica il massimo esperto a livello
mondiale.
A questi anni di studio, con un lungo periodo di interruzione dal 1914 al 1920 dovuto al servizio
militare prestato nel Regio Esercito, si devono le pubblicazioni di una serie di importanti
monografie dedicate all’analisi di materiali portati in Europa da viaggiatori come Karl Rechinger
(1867-1952), Otto Warburg, Hans Winkler (1877-1945) nonché la pubblicazione dell’enumerazione
critica delle Pandanaceae nella rivista Webbia (1910-13), accompagnata dall'illustrazione di una notevole quantità di specie inedite e corredata di 43 tavole.
A questo periodo si data anche il formarsi del primo nucleo della raccolta di Pandanaceae che
arriverà a contare oltre cento pacchi d’erbario con le corrispondenti infruttescenze cui si
aggiungono, a mo’ di corredo bibliografico, una serie di memorie di floristica e di botanica
applicata nonché relazioni di viaggi scientifici nel Sud-est asiatico, in Africa centrale e
meridionale, Madagascar, India, Malaysia, Nuova Guinea,
Australia, Nuova Zelanda e Polinesia.
Nel corso della sua carriera poté analizzare materiali provenienti soprattutto dagli arcipelaghi
dell’Asia sud-orientale, della Polinesia e dell’Australia grazie a una fitta corrispondenza con
viaggiatori e missionari nonché ad una estesa rete di relazioni con i principali orti botanici del
mondo come quelli di Parigi, Londra, Kew e Berlino, da lui personalmente e
ripetutamente visitati.
Non meno rilevanti al fine dei suoi studi furono le campagne scientifiche che Martelli condusse in
prima persona tra il 1888 e il 1923 e che lo portarono a percorrere per intero la Toscana e buona
parte dell’Italia centro-meridionale, con spedizioni in Puglia, Sardegna, Emilia-Romagna,
Marche, Abruzzo, Campania, Calabria, Sicilia.
Dedicò l'ultima parte della sua vita anche all’edizione postuma di due monografie dedicate alla
famiglia delle palme, la prima incentrata sulla tribù delle Borasseae (1924) e la seconda
sulla tribù delle Corypheae (1931), entrambe opere lasciate incompiute dal suo maestro
Odoardo Beccari morto nel 1920.
Ai vasti interessi scientifici sopra citati vanno a sovrapporsi alcune notevoli ricerche storico-erudite
di cui non mancò di occuparsi, seppur saltuariamente, nell’arco di tutta la sua lunga carriera.
Rientrano nel campo di questi studi le indagini sulla sepoltura di Pier Antonio Micheli (1884),
quelle sull’Erbario Blanco (1902), sull’erbario e sulle collezioni di Georg Eberhard Rumphius
acquistate a suo tempo dal Granduca Cosimo III (1902-1903), sui
manoscritti di Giuseppe Raddi (1923) ed infine sull’origine botanica della spina ritenuta della
corona di Gesù Cristo e venerata a Pisa (1933).
Ritiratosi nella villa familiare di Sammontana nei pressi di Montelupo Fiorentino a causa delle
malferme condizioni di salute, morì il 25 novembre 1934, lasciando incompiuta una vasta
monografia sulle Pandanaceae alla quale lavorava fin dal 1910.

## Attività istituzionale e accademica

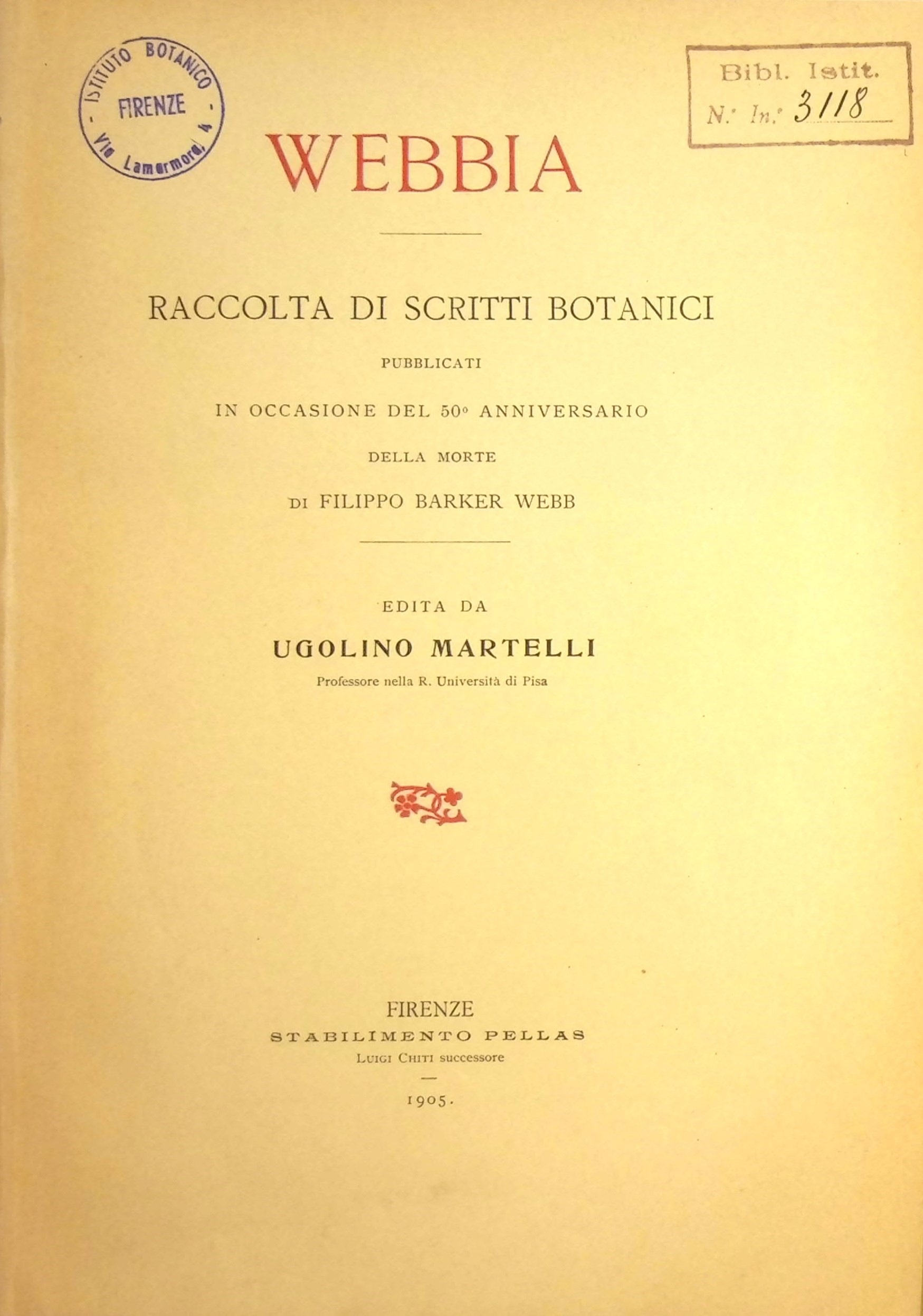
Frontespizio del primo numero della rivista Webbia (1905)

Socio della Società Toscana di Orticoltura fin dal 1879, Martelli fu nel 1888 tra i fondatori della Società botanica italiana, istituzione di cui a lungo rimase consigliere e segretario.
Fondatore della rivista Webbia nel 1905, fu attivo all’interno dell’Istituto Botanico
Fiorentino negli anni 1880-1903, poi nuovamente dopo il 1924.
Tra il 1881 e 1915 operò anche all’interno dell’Istituto Botanico di Pisa al quale, nel 1922,
venne aggregato come assistente volontario finché nel 1929 fu incaricato della direzione
dell’istituto stesso.
Abilitato nel 1897 alla libera docenza in Botanica generale presso l’Università di Pisa,
tenne in questo ateneo anche un corso di geografia botanica e di botanica coloniale dal 1901 e
nell’Anno Accademico 1929-30 fu infine incaricato del corso di botanica.
Abbandonati gli incarichi ricevuti dall’Università di Pisa per motivi di salute, accettò nel 1933
quello di conservatore onorario delle collezioni botaniche dell’Istituto di Firenze che mantenne fino
alla morte.
Fu socio anche della Società Toscana di Scienze Naturali e della Linnean Society di
Londra.

## Fondi personali e collezioni botaniche
Con legato testamentario Ugolino Martelli lasciò la collezione di palme già appartenuta ad Odoardo
Beccari, poi divenuta sua proprietà, al Museo di Storia Naturale dell’Università di Firenze sezione
di Botanica così come la raccolta dei Pandanus, il suo ricco erbario personale e una corposa
raccolta di lastre fotografiche (circa 530).
Riservò al Museo e Orto Botanico di Pisa i suoi strumenti di lavoro,
mentre divise la sua biblioteca personale tra le università di Pisa e di Firenze. In particolare il fondo
a lui intitolato custodito presso la sede
di Botanica della Biblioteca di Scienze dell’Università di Firenze, riordinato e inventariato nel
2013, comprende manoscritti, taccuini di viaggio, disegni e fotografie (in gran parte relativi alle
Pandanaceae) ed un cospicuo nucleo di corrispondenza. A questi documenti si aggiungono circa
4.000 estratti e 400 volumi a stampa di soggetto prevalentemente botanico e fitogeografico (fascia
tropicale), attualmente in fase di recupero catalografico.
L’archivio familiare dei Martelli (Fondo Martelli), custodito presso l’Archivio di Stato di Firenze, conserva di Ugolino documenti di carattere anagrafico e patrimoniale.

## Opere
Elenco di opere selezionate:

### Monografie
- Florula bogosensis : enumerazione delle piante dei bogos raccolte dal Dott. O. Beccari nell'anno 1870 con descrizione delle specie nuove o poco note, Firenze, Mariano Ricci, 1886.
- Monocotyledones sardoae, sive ad floram sardoam Josephi Hyacinthi Moris per Ugolino Martelli continuatio, Firenze, tipografia Luigi Niccolai, 1896-1904.
- Giovanni Targioni Tozzetti, Le collezioni di Giorgio Everardo Rumpf acquistate dal granduca Cosimo III de' Medici ed una volta esistenti nel Museo di fisica e storia naturale di Firenze, estratto da un catalogo manoscritto dal prof. Giovanni Targioni-Tozzetti per cura di Ugolino Martelli, Firenze, Tip. Luigi Niccolai, 1903.
- Enumerazione delle pandanaceae, Firenze, Tip. M. Ricci, 1913.
- Odoardo Beccari, Palme della tribù borasseae, Opera postuma, curante Ugolino Martelli, Firenze, Tip. G. Passeri, 1924.
- (EN) Odoardo Beccari, Asiatic palms : Corypheae, in Annals of the Royal botanic garden, Calcutta, posthumous work by Odoardo Beccari ; revised and edited by Ugolino Martelli, vol. 13, Calcutta, Bengal Secretariat Book Depot, 1931.

### Articoli
- Cultura dell'Isolepsis Saviana ed alcuni cenni sulle piante italiane dello stesso genere, in Bullettino della R. Società toscana di orticultura, vol. 5, Firenze, [s.n.], 1880,  pp. 252-253.
- Le Composte raccolte dal Dottor O. Beccari nell'Arcipelago Malese e nella Papuasia, in Nuovo giornale botanico italiano, vol. 15, Firenze, Società botanica italiana, 1883,  pp. 281-305.
- Gli Agaricini del Micheli illustrati da U. Martelli, in Nuovo giornale botanico italiano, vol. 16, Firenze, Società botanica italiana, 1884,  pp. 193-261.
- Sulla sepoltura del Micheli, in Nuovo giornale botanico italiano, vol. 16, Firenze, Società botanica italiana, 1884,  p. 333.
- Le Anacardiacee italiane, in Nuovo giornale botanico italiano, vol. 23, Firenze, Società botanica italiana, 1891,  pp. 535-542.
- (EN) On the Cause of the Fall of the Corolla in Verbascum, in Journal of the Linnean Society of London. Botany, vol. 30, London, Linnean Society, 1895,  pp. 316-322.
- Presentazione dei frutti di Pandanus della Nuova Caledonia, in Bullettino della Società Botanica Italiana, Firenze, Società botanica italiana, 1902,  pp. 150-151.
- (EN) The Philippine species of Pandanus, in The Philippine journal of science, vol. 3, Manila, [s.n.], 1908,  pp. 59-72.
- Le Freycinetia nelle isole Filippine, in Webbia : raccolta di scritti botanici, vol. 3, Firenze, Istituto Botanico, Università di Firenze, 1910,  pp. 5-35.
- Nuove specie di Freycinetia, in Webbia : raccolta di scritti botanici, vol. 3, Firenze, Istituto Botanico, Università di Firenze, 1910,  pp. 167-186.
- Odoardo Beccari, in Webbia : raccolta di scritti botanici, vol. 5, n. 1, Firenze, Istituto Botanico, Università di Firenze, 1921,  pp. 295-353.
- (EN) On a New Species of Pandanus from North Queensland, in Proceedings of the R. Society of Queensland, vol. 36, Brisbane, Warwick & Sapsford, 1925,  pp. 129-130.
- (EN) Pandanaceae of Tonga, in University of California publications in botany, vol. 12, Berkeley, University of California press, 1930,  pp. 351-360.
- La distribuzione geografica delle Pandanaceae, in Atti della Società Toscana di Scienze Naturali residente in Pisa. Memorie, vol. 43, Pisa, Industrie grafiche V. Lischi e Figli, 1933,  pp. 190-209.